# Björneborgs hamn

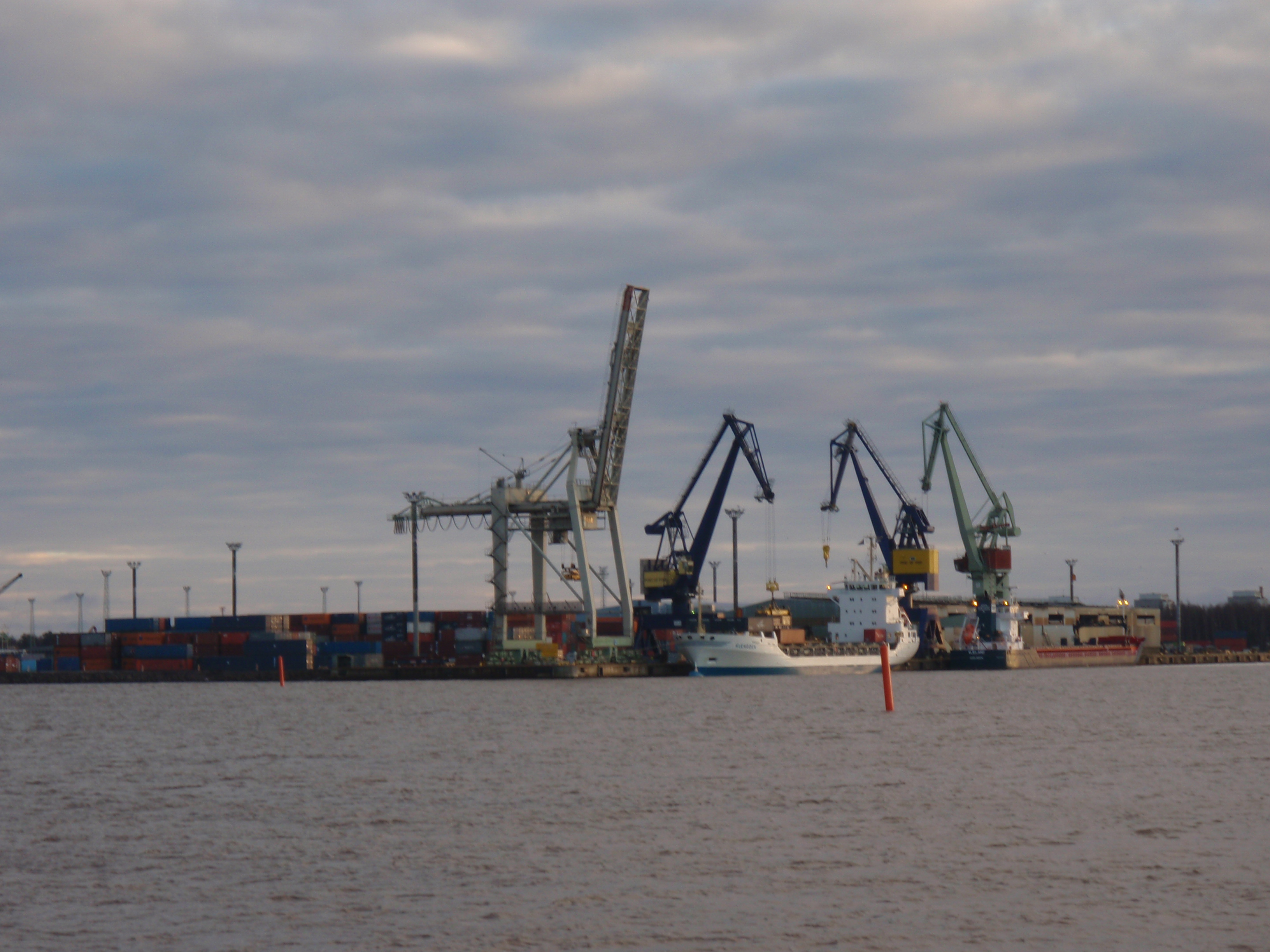
Tallholmen.

Björneborgs hamn (fi: Porin satama) är en hamn i staden Björneborg i Finland. Det ligger i Havs-Björneborgs område, ca 20 kilometer nordväst om stadens centrum.
Hamnen består av två delar, ölje- och kemikaliehamnen i Vetenskär och containerterminal som finns i Tallholmen. Total kajlängd i Björneborgs hamn är 2,7 kilometer och handelsvolym år 2011 var 5,2 miljoner ton.